# 愚者の楽園 (TRPGリプレイ)
愚者の楽園（ぐしゃのらくえん）はテーブルトークRPG(TRPG)『ナイトウィザード』のリプレイ作品。2006年に発売された『ナイトウィザード』のサプリメント『パワー・オブ・ラブ』に書き下ろし作品として掲載された。全1話。セッション数で数えても全一回のプレイ分のリプレイである。
リプレイの執筆はゲームマスターでもある田中天が担当している。イラストはみかきみかこが担当。

## 概要
『ナイトウィザード』の書籍判サプリメント併載リプレイ第3弾。リプレイが掲載されたサプリメント『パワー・オブ・ラブ』は『ナイトウィザード』のファンのためのファンブックということで、『ナイトウィザード』の公式リプレイシリーズを代表するキャラクターである柊蓮司とアンゼロットを前面に押し出したものになっている。
『ナイトウィザード』の公式リプレイとしては珍しく、プレイヤーは3人という少人数構成となっている。また、デザイナーである菊池たけしがゲームマスターとしてもプレイヤーとしても全く関わらない初の『ナイトウィザード』リプレイでもある。

## あらすじ
第八世界ファー・ジ・アースのパラレルワールドである「ガイア」。このもう一つの地球でもエミュレイターとウィザードの戦いが繰り広げられていた。しかし、たったの一日でガイアの文明は何の予兆もなく滅亡を迎えることとなる。ガイアの守護者アンゼロットはガイア滅亡を引き起こした魔術師サイモン・マーガスの野望を阻止せんと一人のウィザードをファー・ジ・アースへと向かわせる。そのウィザードこそが、この世界における柊蓮司の同一存在である「柊レン」。彼女は世界を越えて自分の同一存在である柊蓮司の元へと向かう。
一方、第八世界ファー・ジ・アースではそのサイモン・マーガスがアンゼロット宮殿を襲撃していた。無限大の力を持つはずのアンゼロットはサイモン・マーガスの怪しげな力により守護者としての力を奪われてしまい、一介のウィザードに等しい存在となってしまった。宮殿はサイモンに占領され、彼女は命からがら逃げ出し柊蓮司の元へ向かった。
二つの厄介ごとに巻き込まれた柊蓮司だったが、サイモン・マーガスの真の目的が自分にあることを知り物語は急展開を迎える。アンゼロットの力を奪い、ガイアをも滅ぼしたサイモンが持つ謎の力。それは柊蓮司が持つ“あらゆるものを下げる力”「柊力（ひいらぎちから）」だったのである。
並行世界に存在する柊蓮司の同一存在から「柊力」を吸収し、世界に能力や立場の差がない理想郷を作ろうとするサイモン・マーガス。彼らはその恐るべき陰謀に立ち向かうことになるのであった……

## 登場人物

### プレイヤーキャラクター
プレイヤーによって操作するキャラクター。PC。名前の横にカッコで記述されているのはプレイヤー名である。キャラクタークラスについてスラッシュで複数書かれている場合はマルチクラスおよびクラスチェンジによりクラスを複数有していることを表す。キャラクタークラスの横のレベルはそのリプレイ開始時のもの。キャラクターの総合レベルは8である。
属性についてはスラッシュをは挟んだ左側が第一属性、右側が第二属性となる。
柊蓮司（ひいらぎ れんじ、矢野俊策）
キャラクタークラス : 魔剣使い (Lv.8)
PC番号 : PC1
輝明学園秋葉原校三年生のウィザード。不良学生を自称している。今までに多数のリプレイで活躍してきたPC。
『星を継ぐ者』では学年を下げられ、『黒き星の皇子』ではレベルを下げられ、すっかり「下がる男」が定着してしまった彼だが、今作でその「下がる」現象がただのネタではなく「柊力」と呼ばれる力のせいだった、というとんでもない設定が付けられてしまった。
アンゼロットに散々こき使われていたためか、彼女のレベルが下がった事に関してはかなり喜んでいた。
サイモン達からは「オリジン」と呼称され、柊の同一存在の中でも最も強い「柊力」を持つ。
アンゼロット（小暮英麻）
キャラクタークラス : 使徒 (Lv.8)
PC番号 : PC2
第八世界ファー・ジ・アースの守護者。“真昼の月”の二つ名を持つ。外見は14歳の少女だが、女神なので実際の年齢は不明。本来のキャラクターレベルは「Lv.∞」（公式設定）であり、それゆえに人間界の出来事に対して自身の力を直接使うことは禁じられている。
今作では、魔術師サイモン・マーガスに「柊力」で無限大のレベルを下げられてしまい、レベルが8になってしまう。その結果、TRPGのPCとして参戦することができるようになった。
サイモンに乗っ取られたアンゼロット宮殿を取り返すため、二人の柊とともに奮闘することとなる。
レベルが下がってしまったため、柊におちょくられてしまったり、くれはが出したお茶に怯えたりするなど今までの傍若無人な行動が自分に跳ね返ってきていた。
プレイヤーを担当している小暮英麻はF.E.A.R.のネットラジオ「ふぃあ通」や「ナイトウィザード The ANIMATION」でもアンゼロットを演じており、今作でもアンゼロットの傍若無人ぶりを魅力たっぷりに表現している。
柊レン（ひいらぎ れん、木下紗華）
キャラクタークラス : 勇者 (Lv.8)
PC番号 : PC3
第八世界ファー・ジ・アースのパラレルワールドであるもう一つの地球「ガイア」の勇者。柊蓮司の同一存在であり、中性的な容姿をした17歳の少女。一人称は「ボク」。
ガイアの守護者である“輝ける黄金”アンゼロットを信奉している。病弱だが、アンゼロットに従い死をも厭わず命を削りながら戦い続けている。普段は非常に明るく人当たりが良いが、気に入らないことがあるとすぐキレるという非常に短気な性格をしている。しかし、病弱なためにキレると血圧が上がって吐血してしまう。
ガイアを滅ぼした「ひいらぎちから（この時点では仮称）」の謎を解き、そして世界を救うため、「最後の柊」こと柊蓮司のいるファー・ジ・アースへと向かう。
自分の姓が「柊」なので当然だが、柊を姓でもフルネームでもなく、「蓮司君」と名前で呼んだ珍しい人物でもある。

### ノンプレイヤーキャラクター
GMが操作するキャラクター。NPC。
サイモン・マーガス
2000年前に活躍した魔術に長ける聖職者。元は知性と人格に優れた人物だったのだが『魂を解放すれば人は神になれる』という異端思想を唱え、神に変わって自らが世界を救済するという目的で聖王庁から離れた。元ネタは使徒行伝に登場する魔術師シモン（シモン・マグス） 。
魔術を極めたがゆえに不老不死となっている。外見は長身蓬髪の壮年男性で、漆黒の修道服に身を包む。
「柊力」の存在を知り、世界を渡る秘術を使って並行世界の柊たちから「柊力」を吸収し、人造救世主「アルティメット柊」を完成させた。「世界中のあらゆる存在や概念を『柊力』により底辺にまで落とすことにより、能力や社会的な差が全くない理想郷を作ること」という目的のために行動する。
アルティメット柊に自らの立場と自らへの忠誠心を下げられてしまい、2045年の生涯をあっけなく終えることとなった。
ソフィ＆エレナ
サイモン・マーガスが自分の部下として作り出した二体の少女型人造人間。クラスはそれぞれ人造人間/使徒と人造人間/魔術師。
アルティメット柊
サイモン・マーガスが作り出した人造救世主。愚者の楽園を作り出す“救済の御子”。（柊蓮司と柊レンを除く）並行世界中の柊の「柊力」を吸収し、自らの意思で「柊力」を行使できる。
サイモンの忠実な僕だったが、「サイモンの立場」と「自分の忠誠心」を下げることで反逆を犯し、サイモンを殺害した。サイモンの支配を逃れた彼は「柊力」を使っての世界支配を企むが、それを阻止せんとする柊たちによって倒された。
“輝ける黄金”アンゼロット
第八世界ファー・ジ・アースの並行世界「ガイア」の守護者。アンゼロットの同一存在。豊かな金髪に赤銅色の肌を持ちコーヒーを好む。ファー・ジ・アースのアンゼロットよりマトモな性格をしている。
世界を守るため、柊レンをファー・ジ・アースへと送った。
赤羽くれは
『星を継ぐ者』のPCの1人。柊蓮司の幼馴染で赤羽神社の巫女。今作では、グィードの待つ日本海上へ向かうための“箒”を柊たちに貸し与えた。
今作で自宅を破壊されたが、直後のエピソードである『合わせ鏡の神子』では自宅は復活している。
グィード・ボルジア
『星を継ぐ者』のPCの1人。ローマ聖王庁に仕える聖職者。今作ではサイモン・マーガスと「柊力」についての情報を提供する。
モヒカン柊
アフターホロコースト世界における柊の同一存在。北斗の拳のザコのような姿をしており、クラスは強化人間。アルティメット柊に敗れる。
カニアーマー柊
光の転生戦士な柊の同一存在。古代アトランティス文明の戦士らしい。クラスは転生者。アルティメット柊に敗れる。
原始人柊
原始世界の住人な柊の同一存在。人語を解さない。クラスは獣人。アルティメット柊に敗れる。
ロボット柊
レトロフューチャーな未来世界の柊の同一存在。ドラム缶型のボディに手足がついただけという古めかしいロボット。クラスは人造人間。アルティメット柊に敗れる。なお、挿絵ではその世界のくれはと思われる巫女服を着た同型のロボットの写真を持っていた。
銀河皇帝柊
スペースオペラ世界の柊の同一存在。銀河ヒイラギ帝国第32代皇帝。宇宙龍脈を読む力があり、その強運で中華風SF銀河帝国の皇帝にまで上り詰めた。クラスは龍使い。「常勝」とまで言われていたが本人の戦闘能力は低く、やはりアルティメット柊に敗れる。
柊京子
柊蓮司の姉。20歳の大学生。趣味はバイクとタバコ。目つきのきつい美人だが、弟に対しては理不尽な仕打ちをすることが多い。
柊にとって苦手な存在らしく、昔からありとあらゆるケンカで勝てたことがないらしい。
なお、リプレイ前は柊に兄弟がいるという設定はなかったが、GMのアドリブで登場し、「柊に姉がいる」事になった。

### その他の登場人物・用語など
柊力（ひいらぎちから）
あらゆるものを下げる力。この力を持つものはなぜか必ず柊の姓を持つ。
柊蓮司は全並行世界の柊の中でも最大の柊力を有している。しかし彼自身はそれの使い方を学んでいないために他者の何かを下げることはできず、たまに自分の何かを下げることになるだけである。
柊力への免疫
柊蓮司が「柊力」と同時に内包しているもの。彼が莫大な「柊力」に苛まれているにもかかわらず学年やレベルが下がる程度で済んでいるのは、彼の中に「柊力」への免疫があるからである。そのため、柊蓮司だけはアルティメット柊から直接的にレベルなどを下げる攻撃を受けることはない。また、柊蓮司の側にいる者も同様の効果を受ける。
並行世界
今作では並行世界が多く出てくるが、これは他の主八界という意味ではなく、あくまでファー・ジ・アースの可能性の一つという意味である。
ガイア
ファー・ジ・アースの並行世界の一つ。基本的にはファー・ジ・アースとほとんど同じで、ファー・ジ・アースにいた人物に対応する同一存在も多数いる。柊蓮司の同一存在である柊レンは性別や性格が異なっているが、他の人間の同一存在もいろんな部分が異なっているようで、ガイアの赤羽くれははマッチョな男の戦士で、ガイアのグィード・ボルジアは美少女聖職者らしい。
サイモンにより「柊力」が行使され、世界結界が下がり世界が滅亡した。本編終了後は、“輝ける黄金”アンゼロットの指揮の元、復興へと邁進している。
アンゼロット宮殿
異次元に隠されたアンゼロットの居城。今作ではサイモン・マーガスに占拠され「サイモン・マーガス宮殿」へと改装されてしまった。リプレイやシナリオで何度も出てくるおなじみの宮殿だが、『セブン＝フォートレス』のリプレイ「ラ・アルメイアの幻砦」では大きな秘密が隠されていることも判明している。
愚者の楽園
今作のタイトルである『愚者の楽園』は「架空の根拠の上に築かれる幸福」を意味するニュアンスとして使われることに多い言葉であり、自分たちが本当は地獄のような場所にいるかもしれないのに、今の自分を妄信的に幸福であると思い込む（思い込まされる）という状況のことをいう。今作ではサイモン・マーガスが作り出す地獄のような理想郷のことを示す。
愚者の楽園（Paradise of Fools）の原義は古いカトリックにおける死後の世界の一つである。「自発的に罪を侵すことができない精神薄弱者が死後にいたるべき場所」である。カトリックの教義では精神薄弱を善悪の二元論で規定することができず、自発的信仰心ももたないが自発的な罪も犯さない彼らを天国にも地獄にもおくことができなかったのである。煉獄に近い存在ともいえるがまた別のものとされる。

## マジカル・ウォーフェア
『愚者の楽園』はナイトウィザードやセブン＝フォートレスのいくつかのリプレイをつなぐ大河物語「マジカル・ウォーフェア」の一編でもある。マジカル・ウォーフェアの時間軸では200X年の翌年2月の物語とされる。なお、「合わせ鏡の神子」は本リプレイの翌日の出来事となっており、本作のエピローグでルー・サイファーの手により紅き月と碧き月が発生、柊蓮司がアンゼロットに拉致されている。「合わせ鏡の神子」は200X年の翌年3月となっているので、本作は2月の終わり頃となる。
この物語でのサイモン・マーガスは魔王パーズ＝スーの支援を受けていたとされる。サイモンが倒れた後、パーズ＝スーは彼が見つけた「柊力」の理論を利用してファー・ジ・アースに災厄をもたらすことを計画し、現し身を送り込み直接マジカル・ウォーフェアへ参戦した（『パワー・オブ・ラブ』掲載シナリオ「パワー・オブ・ラブ」）。

## 作品一覧
- パワー・オブ・ラブ　（ISBN 4-7577-2617-1 / B5判サプリメント / エンターブレイン）
  - リプレイ「愚者の楽園」以外にも、ボイスドラマとシナリオ二本を収録。“柊サーガ”についての解説など企画コラムも多数。

## ボイスドラマ
今作が掲載されているサプリメント『パワー・オブ・ラブ』には、リプレイを原作としたボイスドラマが収録されたCDが入っている。ただしこれは音楽用CDではなく、Windows用サウンドデータが収録されたCD-ROMとなっているため注意が必要である。また、石田ヒロユキのイラストをCGデータとして同時収録している。

### キャスト
- 柊蓮司（矢薙直樹)
- 柊レン（木下紗華)
- アンゼロット（小暮英麻）
- サイモン＝マーガス（池田秀一）
- エレナ（後藤邑子）
- ソフィ（土屋実紀）
- 柊京子（鈴木菜穂子）
- 赤羽くれは（佐藤利奈）
- グィード＝ボルジア（田中天）
- ロンギヌス01 / セバスチャン（中村大樹）
- ロンギヌス02 / ジーン（〆野潤子）

### スタッフ
- 原作・監修 - 菊池たけし／F.E.A.R.
- 脚本 - 田中天
- 録音演出 - 福島おりね／ウォーターオリオン
- 編集・効果・選曲 - 今村誠／サウンドテイル
- 録音 - 西澤規夫、杣澤佳枝／整音スタジオ
- 録音スタジオ - 整音スタジオ
- プロデューサー・音響監督 - 護国寺聡／フリーマーチ
- 進行管理 - 磯田暁生／F.E.A.R.

### 主題歌
オープニングテーマ『FLY INTO THE NIGHT』
作詞：江幡育子(ZIZZ STUDIO)／作曲：磯江俊道(ZIZZ STUDIO)／歌：小暮英麻
エンディングテーマ『月衣』
作詞：いとうかなこ／作曲：磯江俊道(ZIZZ STUDIO)／歌：いとうかなこ